# Označení původu zboží

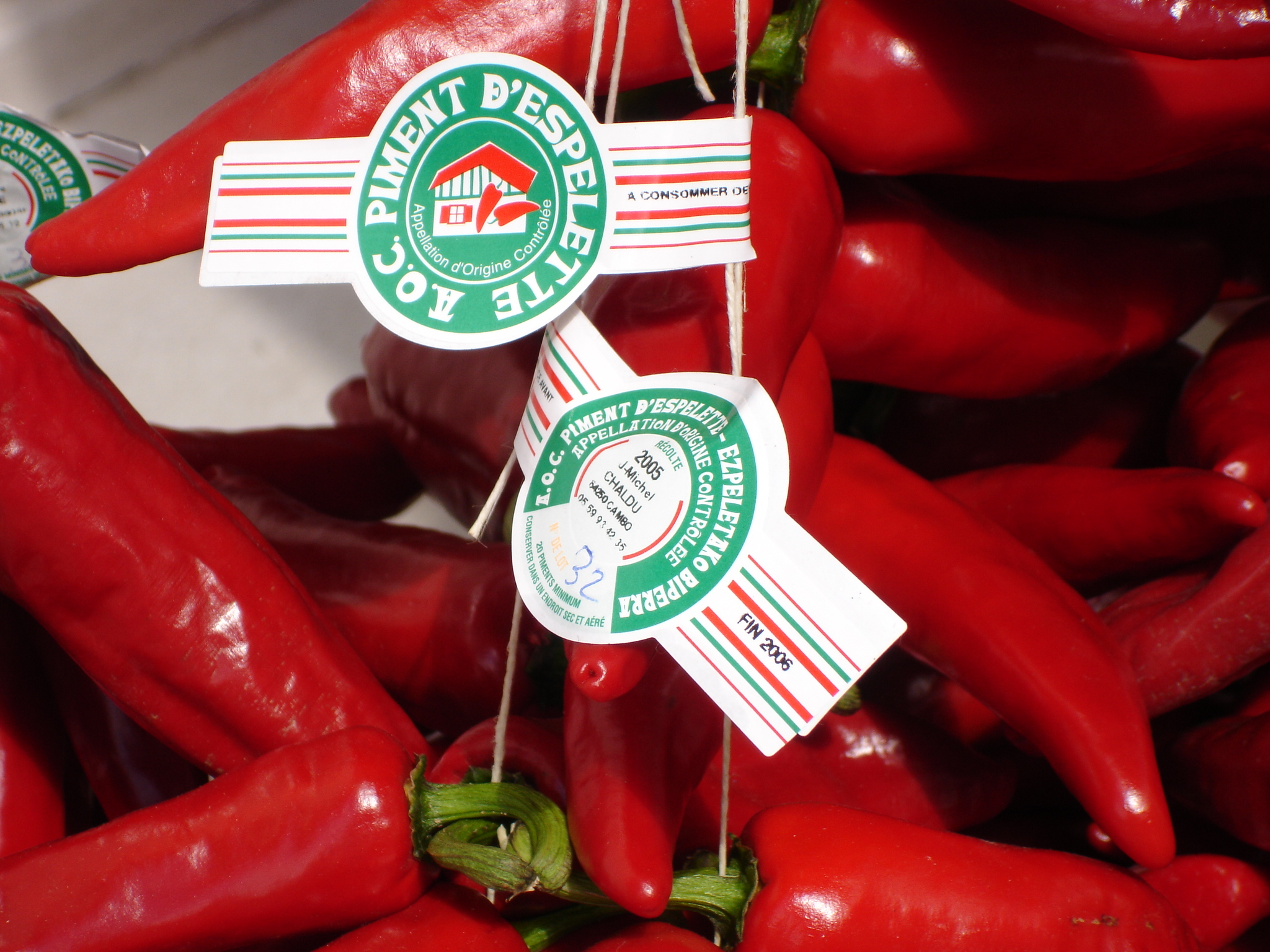
Papričky AOC z Espelette s označením původu

Označení původu zboží je zapsané označení původu (Appellation d'origine contrôlée, zkr. AOC), registrované ochranné označení původu zemědělských produktů z frankofonních oblastí (Francie a Švýcarska), např. víno, sýr, máslo a dalších. Spolu s chráněným zeměpisným označením (Indication géographique protégée) jsou garancí tradičního původu francouzských nebo švýcarských potravinových výrobků. Oba jsou uznávány jako součást evropského Chráněného označení původu (Appellation d'origine protégée, zkr. AOP).

## Význam označení
Označení původu není obchodní značka, nýbrž plní funkci oficiální certifikace kvality zaručené organizací závislou na ministerstvu zemědělství daného státu a sankcionovanou podle trestního zákoníku.

### Typy AOC
AOC (Appellation d'origine contrôlée) identifikují produkt, autenticitu a typickost zeměpisného původu. Slouží jako garant kvality a charakteristiky, území původu, know-how výrobce (u produktů jako víno, cidre, sýry, ovoce a zelenina, mléčné výrobky, med atd.), podle jeho původního známého složení, pracovního postupu a názvu, které jsou příliš starobylé na to, aby byly přijaty jako předmět obchodní značky. Množství a kontrola označování výrobků podle AOC odpovídají platnému cenové listině, ve Francii, prostřednictvím francouzského Národního institutu označení původu INAO (Institut national des appellations d'origine) v závislosti na ministerstvu zemědělství a ve Švýcarsku podle Mezikantonální certifikační organizace / OIC (l'Organisme intercantonal de certification) závislých na Federální kancelář zemědělství / OFAG (l'Office fédéral de l'agriculture).